# Kūh Nīmeh
Kūh Nīmeh (persiska: کوه نیمه, Kūnemeng) är en ort i Iran.   Den ligger i provinsen Kerman, i den sydöstra delen av landet, 1 000 km sydost om huvudstaden Teheran. Kūh Nīmeh ligger 1 394 meter över havet och antalet invånare är 210.
Terrängen runt Kūh Nīmeh är huvudsakligen kuperad, men norrut är den bergig.Runt Kūh Nīmeh är det glesbefolkat, med 17 invånare per kvadratkilometer. Kūh Nīmeh är det största samhället i trakten. Trakten runt Kūh Nīmeh är ofruktbar med lite eller ingen växtlighet.